# Kim Wind
Kim Nyholm Wind (født 17. juni 1957 i Gladsaxe, Danmark) er en dansk tidligere roer.
Wind var med ved OL 1972 i München, hvor han var styrmand i den danske firer med styrmand, der blev roet af Mogens Holm, Bjarne Pedersen, Per Wind og Jens Lindhardt. Danskerne roede to heat i konkurrencen, et indledende heat og et opsamlingsheat, og sluttede på sidstepladsen i begge.